# Élections législatives de 1978 dans la Haute-Garonne
Les élections législatives françaises de 1978 se déroulent les 12 et 19 mars 1978. Dans le département de la Haute-Garonne, six députés sont à élire dans le cadre de six circonscriptions.

## Élus
| Circonscription | Député sortant                             | Parti | Parti | Député élu ou réélu | Parti | Parti |
| --------------- | ------------------------------------------ | ----- | ----- | ------------------- | ----- | ----- |
| 1re             | Alain Savary                               |       | PS    | Alain Savary        |       | PS    |
| 2e              | Pierre Baudis                              |       | RI    | Gérard Bapt         |       | PS    |
| 3e              | Maurice Andrieu                            |       | PS    | Maurice Andrieu     |       | PS    |
| 4e              | Alex Raymond                               |       | PS    | Alex Raymond        |       | PS    |
| 5e              | Gérard Houteer                             |       | PS    | Gérard Houteer      |       | PS    |
| 6e              | Maurice Masquère suppléant de Jean Lassère |       | PS    | Maurice Masquère    |       | PS    |

## Résultats

### Résultats à l'échelle du département
| Parti          | Parti                                            | Premier tour | Premier tour | Second tour | Second tour | Sièges |
| Parti          | Parti                                            | Voix         | %            | Voix        | %           | Sièges |
| -------------- | ------------------------------------------------ | ------------ | ------------ | ----------- | ----------- | ------ |
|                | Parti socialiste                                 | 126 963      | 31,01        | 236 953     | 56,28       | 6      |
|                | Parti communiste français                        | 77 901       | 19,03        |             |             | 0      |
|                | Mouvement des radicaux de gauche                 | 11 918       | 2,91         | 0           |             |        |
|                | Union de la gauche                               | 216 782      | 52,95        | 236 953     | 56,28       | 6      |
|                |                                                  |              |              |             |             |        |
|                | Rassemblement pour la République                 | 71 081       | 17,36        | 88 695      | 21,06       | 0      |
|                | Union pour la démocratie française               | 64 748       | 15,81        | 58 253      | 13,83       | 0      |
|                | Divers droite dont DC                            | 22 154       | 5,41         | 37 148      | 8,82        | 0      |
|                | Parti radical                                    | 288          | 0,07         |             |             | 0      |
|                | Majorité présidentielle                          | 158 271      | 38,66        | 184 096     | 43,72       | 0      |
|                |                                                  |              |              |             |             |        |
|                | Écologie 78                                      | 15 908       | 3,88         |             |             | 0      |
|                | Extrême gauche (LO, LCR et UOPDP)                | 6 918        | 1,69         | 0           |             |        |
|                | Parti socialiste unifié (Front autogestionnaire) | 3 998        | 0,97         | 0           |             |        |
|                | Mouvement des démocrates                         | 2 220        | 0,54         | 0           |             |        |
|                | Divers gauche (Choisir)                          | 1 986        | 0,48         | 0           |             |        |
|                | Extrême droite                                   | 952          | 0,23         | 0           |             |        |
|                | Union des gaullistes de progrès                  | 896          | 0,22         | 0           |             |        |
|                | Front national                                   | 851          | 0,21         | 0           |             |        |
|                | diss. Mouvement des radicaux de gauche           | 633          | 0,15         | 0           |             |        |
|                |                                                  |              |              |             |             |        |
| Inscrits       | Inscrits                                         | 503 680      | 100,00       | 504 225     | 100,00      | 6      |
| Abstentions    | Abstentions                                      | 76 727       | 15,23        | 74 570      | 14,79       |        |
| Votants        | Votants                                          | 426 953      | 84,77        | 429 655     | 85,21       |        |
| Blancs et nuls | Blancs et nuls                                   | 17 538       | 4,11         | 8 606       | 2           |        |
| Exprimés       | Exprimés                                         | 409 415      | 95,89        | 421 049     | 98          |        |

### Résultats par circonscription

#### Première circonscription (Toulouse-Nord)
| Candidat       | Candidat                   | Parti                   | Premier tour | Premier tour | Second tour | Second tour |  |
| Candidat       | Candidat                   | Parti                   | Voix         | %            | Voix        | %           |  |
| -------------- | -------------------------- | ----------------------- | ------------ | ------------ | ----------- | ----------- |  |
|                | Marcel Cavaillé            | UDF (PR)                | 14 960       | 28,61        | 26 599      | 48,85       |  |
|                | Alain Savary sortant réélu | PS                      | 14 909       | 28,51        | 27 855      | 51,15       |  |
|                | Nicole Ledroit             | PCF                     | 8 950        | 17,12        | Retrait     | Retrait     |  |
|                | Antoine Osète              | RPR                     | 7 802        | 14,92        | Retrait     | Retrait     |  |
|                | Daniel Roussée             | Écologie 78             | 1 946        | 3,72         |             |             |  |
|                | Gérard Folus               | MRG                     | 1 153        | 2,21         |             |             |  |
|                | Denise Monpeyssen          | PSU (FA)                | 514          | 0,98         |             |             |  |
|                | Jean-Louis Nohet           | LO                      | 500          | 0,96         |             |             |  |
|                | Monique Fraile             | Divers gauche (Choisir) | 470          | 0,90         |             |             |  |
|                | Guy Lopez                  | FN                      | 422          | 0,81         |             |             |  |
|                | Georges Malet              | LCR                     | 375          | 0,72         |             |             |  |
|                | Georges Bescos             | Rad                     | 288          | 0,55         |             |             |  |
|                |                            |                         |              |              |             |             |  |
| Inscrits       | Inscrits                   | Inscrits                | 64 745       | 100,00       | 65 342      | 100,00      |  |
| Abstentions    | Abstentions                | Abstentions             | 11 434       | 17,66        | 9 989       | 15,29       |  |
| Votants        | Votants                    | Votants                 | 53 311       | 82,34        | 55 353      | 84,71       |  |
| Blancs et nuls | Blancs et nuls             | Blancs et nuls          | 1 022        | 1,92         | 899         | 1,62        |  |
| Exprimés       | Exprimés                   | Exprimés                | 52 289       | 98,08        | 54 454      | 98,38       |  |

#### Deuxième circonscription (Toulouse-Centre)
| Candidat       | Candidat                | Parti                   | Premier tour | Premier tour | Second tour | Second tour |  |
| Candidat       | Candidat                | Parti                   | Voix         | %            | Voix        | %           |  |
| -------------- | ----------------------- | ----------------------- | ------------ | ------------ | ----------- | ----------- |  |
|                | Pierre Baudis sortant   | UDF (PR)                | 26 413       | 42,27        | 31 654      | 48,76       |  |
|                | Gérard Bapt élu         | PS                      | 16 767       | 26,83        | 33 262      | 51,24       |  |
|                | René Piquet             | PCF                     | 12 374       | 19,80        | Retrait     | Retrait     |  |
|                | Marie-Christine Auriach | Écologie 78             | 2 630        | 4,21         |             |             |  |
|                | Christian Inglèse       | Extrême droite (UFBS)   | 952          | 1,52         |             |             |  |
|                | Michel Teulé            | UGP                     | 896          | 1,43         |             |             |  |
|                | Marc Merouani           | diss. MRG               | 633          | 1,01         |             |             |  |
|                | Marie-Josée Fourtanier  | Divers gauche (Choisir) | 576          | 0,92         |             |             |  |
|                | Vincent Lopez           | LO                      | 478          | 0,76         |             |             |  |
|                | Gilbert Sincyr          | FN                      | 429          | 0,69         |             |             |  |
|                | José Chidlovsky         | LCR                     | 339          | 0,54         |             |             |  |
|                |                         |                         |              |              |             |             |  |
| Inscrits       | Inscrits                | Inscrits                | 78 229       | 100,00       | 78 229      | 100,00      |  |
| Abstentions    | Abstentions             | Abstentions             | 14 864       | 19           | 12 229      | 15,63       |  |
| Votants        | Votants                 | Votants                 | 63 365       | 81           | 66 000      | 84,37       |  |
| Blancs et nuls | Blancs et nuls          | Blancs et nuls          | 878          | 1,39         | 1 084       | 1,64        |  |
| Exprimés       | Exprimés                | Exprimés                | 62 487       | 98,61        | 64 916      | 98,36       |  |

#### Troisième circonscription (Toulouse-Sud)
| Candidat       | Candidat                      | Parti                   | Premier tour | Premier tour | Second tour | Second tour |  |
| Candidat       | Candidat                      | Parti                   | Voix         | %            | Voix        | %           |  |
| -------------- | ----------------------------- | ----------------------- | ------------ | ------------ | ----------- | ----------- |  |
|                | André Turcat                  | RPR                     | 24 012       | 34,64        | 34 054      | 47,45       |  |
|                | Maurice Andrieu sortant réélu | PS                      | 20 878       | 30,12        | 37 709      | 52,55       |  |
|                | Jacqueline Gesta              | PCF                     | 11 780       | 17,00        | Retrait     | Retrait     |  |
|                | Emmanuel Abadie               | Divers droite (DC)      | 3 659        | 5,28         |             |             |  |
|                | Philippe Dufetelle            | Écologie 78             | 3 650        | 5,27         |             |             |  |
|                | Jacques Merly                 | UDF (Rad)               | 2 227        | 3,21         |             |             |  |
|                | Muriel Caubet                 | PSU (FA)                | 1 236        | 1,78         |             |             |  |
|                | Jacqueline Fournié            | Divers gauche (Choisir) | 940          | 1,36         |             |             |  |
|                | Anne-Marie Laflorentie        | LO                      | 929          | 1,34         |             |             |  |
|                |                               |                         |              |              |             |             |  |
| Inscrits       | Inscrits                      | Inscrits                | 87 294       | 100,00       | 87 293      | 100,00      |  |
| Abstentions    | Abstentions                   | Abstentions             | 16 628       | 19,05        | 14 085      | 16,14       |  |
| Votants        | Votants                       | Votants                 | 70 666       | 80,95        | 73 208      | 83,86       |  |
| Blancs et nuls | Blancs et nuls                | Blancs et nuls          | 1 355        | 1,92         | 1 445       | 1,97        |  |
| Exprimés       | Exprimés                      | Exprimés                | 69 311       | 98,08        | 71 763      | 98,03       |  |

#### Quatrième circonscription (Toulouse-Ouest)
| Candidat       | Candidat                   | Parti          | Premier tour | Premier tour | Second tour | Second tour |  |
| Candidat       | Candidat                   | Parti          | Voix         | %            | Voix        | %           |  |
| -------------- | -------------------------- | -------------- | ------------ | ------------ | ----------- | ----------- |  |
|                | Alex Raymond sortant réélu | PS             | 31 997       | 34,71        | 59 375      | 63,58       |  |
|                | José Guerrero              | PCF            | 19 677       | 21,35        | Retrait     | Retrait     |  |
|                | Jean Diebold               | RPR            | 15 235       | 16,53        | 34 013      | 36,42       |  |
|                | Christian Garcia-Cavalié   | UDF (PR)       | 12 120       | 13,15        | Retrait     | Retrait     |  |
|                | Roland Lenormand           | Écologie 78    | 4 442        | 4,82         |             |             |  |
|                | Jacques Lévy               | MRG            | 4 005        | 4,35         |             |             |  |
|                | Michel Simonnot            | MDD            | 1 670        | 1,81         |             |             |  |
|                | Robert Roig                | LO             | 1 179        | 1,28         |             |             |  |
|                | Pierre Rousse              | PSU (FA)       | 1 082        | 1,17         |             |             |  |
|                | Marie-Laure Daumas         | LCR            | 542          | 0,59         |             |             |  |
|                | Cécile Desachy             | UOPDP          | 222          | 0,24         |             |             |  |
|                |                            |                |              |              |             |             |  |
| Inscrits       | Inscrits                   | Inscrits       | 112 749      | 100,00       | 112 740     | 100,00      |  |
| Abstentions    | Abstentions                | Abstentions    | 18 911       | 16,77        | 17 124      | 15,19       |  |
| Votants        | Votants                    | Votants        | 93 838       | 83,23        | 95 616      | 84,81       |  |
| Blancs et nuls | Blancs et nuls             | Blancs et nuls | 1 667        | 1,78         | 2 228       | 2,33        |  |
| Exprimés       | Exprimés                   | Exprimés       | 92 171       | 98,22        | 93 388      | 97,67       |  |

#### Cinquième circonscription (Muret)
| Candidat       | Candidat                     | Parti          | Premier tour | Premier tour | Second tour | Second tour |  |
| Candidat       | Candidat                     | Parti          | Voix         | %            | Voix        | %           |  |
| -------------- | ---------------------------- | -------------- | ------------ | ------------ | ----------- | ----------- |  |
|                | Gérard Houteer sortant réélu | PS             | 23 662       | 28,49        | 47 790      | 56,26       |  |
|                | Jacques Douzans              | Divers droite  | 18 495       | 22,27        | 37 148      | 43,74       |  |
|                | Jacques Agrain               | PCF            | 16 095       | 19,38        | Retrait     | Retrait     |  |
|                | Jean-Paul Hiélard            | RPR            | 14 149       | 17,03        | Retrait     | Retrait     |  |
|                | Jean Cassan                  | MRG            | 4 579        | 5,51         |             |             |  |
|                | Jean-René Gouilly            | Écologie 78    | 3 240        | 3,90         |             |             |  |
|                | Marcel Bruyère               | PSU (FA)       | 1 166        | 1,40         |             |             |  |
|                | Hervé Morvan                 | LO             | 1 130        | 1,36         |             |             |  |
|                | Pierre Giry                  | MDD            | 550          | 0,66         |             |             |  |
|                |                              |                |              |              |             |             |  |
| Inscrits       | Inscrits                     | Inscrits       | 98 045       | 100,00       | 98 030      | 100,00      |  |
| Abstentions    | Abstentions                  | Abstentions    | 3 393        | 3,46         | 11 214      | 11,44       |  |
| Votants        | Votants                      | Votants        | 94 652       | 96,54        | 86 816      | 88,56       |  |
| Blancs et nuls | Blancs et nuls               | Blancs et nuls | 11 586       | 12,24        | 1 878       | 2,16        |  |
| Exprimés       | Exprimés                     | Exprimés       | 83 066       | 87,76        | 84 938      | 97,84       |  |

#### Sixième circonscription (Saint-Gaudens)
| Candidat       | Candidat                       | Parti          | Premier tour | Premier tour | Second tour | Second tour |  |
| Candidat       | Candidat                       | Parti          | Voix         | %            | Voix        | %           |  |
| -------------- | ------------------------------ | -------------- | ------------ | ------------ | ----------- | ----------- |  |
|                | Maurice Masquère sortant réélu | PS             | 18 750       | 37,43        | 30 962      | 60,02       |  |
|                | Jacques Aurin                  | RPR            | 9 883        | 19,73        | 20 628      | 39,98       |  |
|                | Henri Ricome                   | UDF (Rad)      | 9 028        | 18,02        | Retrait     | Retrait     |  |
|                | Robert Combes                  | PCF            | 9 025        | 18,02        | Retrait     | Retrait     |  |
|                | Claude Bonnefont               | MRG            | 2 181        | 4,35         |             |             |  |
|                | Giannina Cumerlato             | LO             | 1 224        | 2,44         |             |             |  |
|                |                                |                |              |              |             |             |  |
| Inscrits       | Inscrits                       | Inscrits       | 62 618       | 100,00       | 62 591      | 100,00      |  |
| Abstentions    | Abstentions                    | Abstentions    | 11 497       | 18,36        | 9 929       | 15,86       |  |
| Votants        | Votants                        | Votants        | 51 121       | 81,64        | 52 662      | 84,14       |  |
| Blancs et nuls | Blancs et nuls                 | Blancs et nuls | 1 030        | 2,01         | 1 072       | 2,04        |  |
| Exprimés       | Exprimés                       | Exprimés       | 50 091       | 97,99        | 51 590      | 97,96       |  |